# オッピドゥム

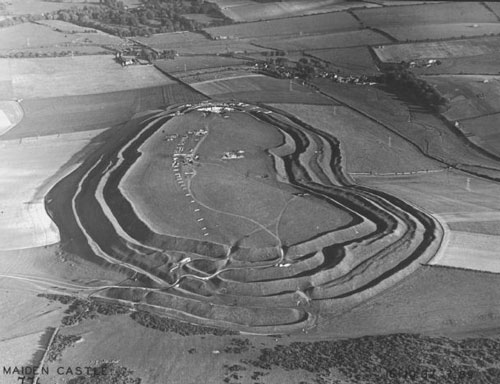
メイドゥン・キャッスル（イギリス・ドーセット州）

オッピドゥム（oppidum）は町・城市（城砦都市）を意味するラテン語。複数形はoppida。とくに、近現代のケルト研究においては、ケルト人が築いた城市を指すことが多い。

## 概要
旧ユーゴスラビアからスコットランド北部に至るヨーロッパ各地のケルト共同体は、危機的な時期に丘の上など自然の地形を生かした場所に防衛用の囲い地を築いた。のちにローマ人にオッピドゥムと呼ばれたこの囲い地は、ほぼ紀元前1000年より築かれるようになったが、ハルシュタット文化前期のオッピドゥムの形態は表面上の相似点はあるものの、集落を内包する規模のものや、緊急避難用もしくは集落の共同倉庫を防御するためと考えられる規模のものなど、用途によってさまざまである。紀元前6世紀になると、富裕な貴族階級によってオッピドゥムが建設されるようになった。
紀元前5世紀ごろからヨーロッパ中西部のケルト人の大移動が始まり、多くの古いオッピドゥムが放棄された。その一方で、紀元前5世紀から紀元後1世紀の間にブリタニア周辺で多くのオッピドゥムが建設され、都市として機能した。また、ローマ人の侵攻に備えるためにガリアでもオッピドゥムの新設が行われた。ケルト人のテリトリーがローマに併合される過程で多くのオッピドゥムが破壊されたが、ブダペストやベオグラードなど、現代の大都市にはケルト人のオッピドゥムに由来するものも多い。

## 構造・技術

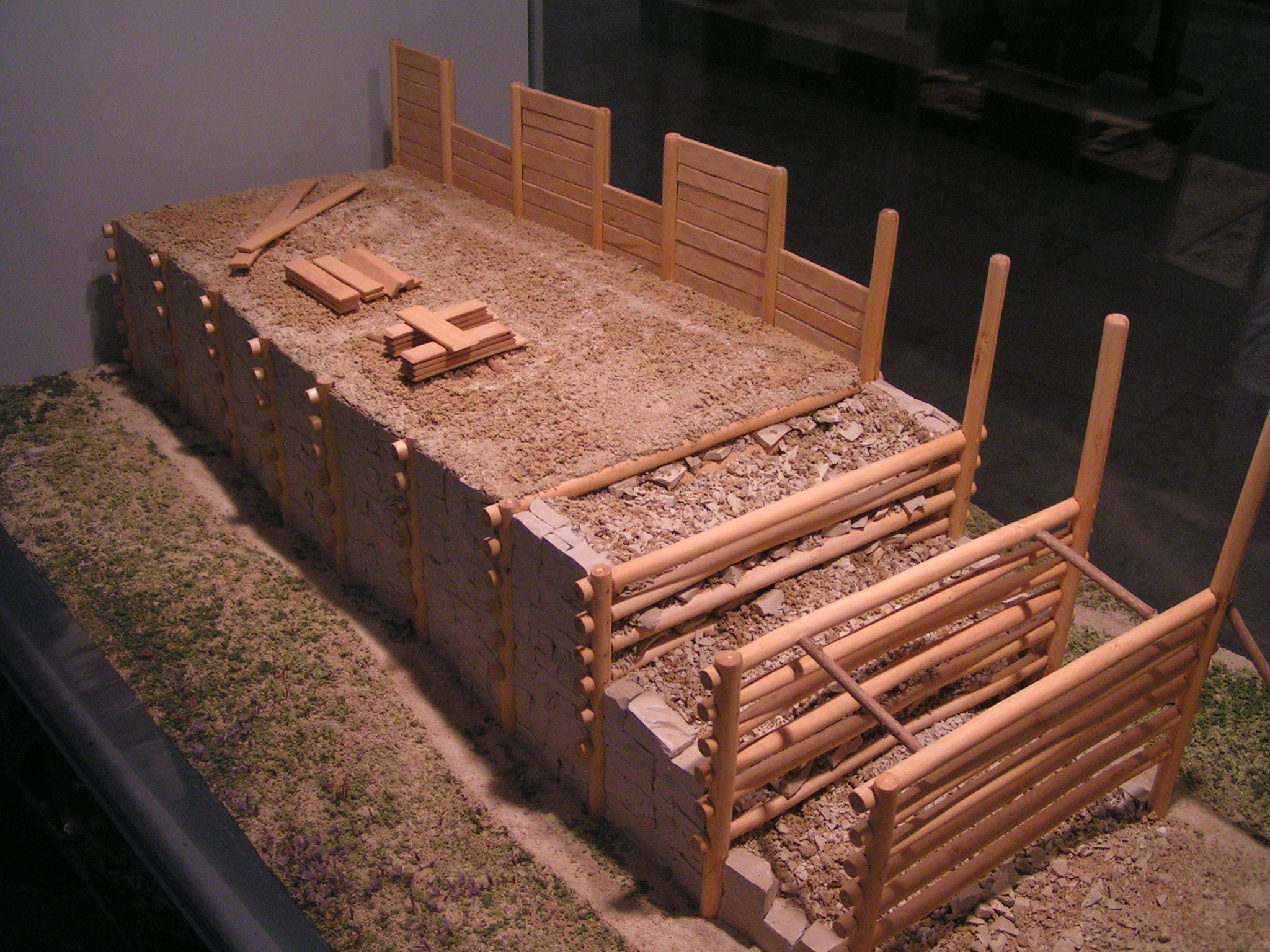
ムルス・ガリクス

ハルシュタット文化後期に作られたホイネブルグ要塞の防塁はギリシアの建築技術に基づいて日干し煉瓦で作られた特異な例だが、ケルトの伝統的な土木技術では、木材の梁を交互に組んだ箱状のフレームの両端に垂直の石壁を組み、壁の後ろと木組みの内側に割栗石と土を詰め込んだ。ユリウス・カエサルが「ガリアの壁（ムルス・ガリクス）」と呼んだこの工法は火災や破城槌にも強く、ヨーロッパ全域に広く用いられた。
オッピドゥムは構造上入口となる部分が防御の弱点となりやすい。そのため、多くのオッピドゥムでは門をカバーするように追加の土塁が築かれている。

## おもなオッピドゥムの例
| 古代名 (ラテン語) | 古代名よみ       | 現代名   | 現代名よみ   | 支配部族                           | 備考                                         |
| ----------------- | ---------------- | -------- | ------------ | ---------------------------------- | -------------------------------------------- |
| Bibracte          | ビブラクテ       | -        | -            | アエドゥイ族（ハエドゥイ族）       | ビブラクテの戦いが行なわれた。               |
| Bibrax            | ビブラクス       | Laon     | ラン近郊     | レミ族                             | ベルガエ人とレミ族・ローマ軍の攻防があった。 |
| Durocortorum      | ドゥロコルトルム | Reims    | ランス       | レミ族（Remis）                    |                                              |
| Noviodunum        | ノウィオドゥヌム | Soissons | ソワソンなど | スエッシオネス族（Suessiones）など | いくつもの同名城市があった。                 |